# Colonne de la duchesse de Berry (Luz-Saint-Sauveur)
La colonne de la duchesse de Berry est une colonne commémorative érigée en 1828 à Luz-Saint-Sauveur.

## Localisation
Le monument est situé sur la commune de Luz-Saint-Sauveur (quartier de Saint-Sauveur), dans le département français des Hautes-Pyrénées en région Occitanie. La colonne est implantée sur une avancée au-dessus du gave de Pau dans l'alignement du monument à la duchesse d'Angoulême.

## Histoire
La colonne de la duchesse de Berry a été élevée en 1828 en hommage à Marie-Caroline de Bourbon-Siciles qui séjourna à Saint-Sauveur durant un mois et demi en 1828 à la maison Brauhauban.

## Caractéristiques
La colonne est en marbre gris et est installée sur une estrade en pierre circulaire sertie d'un garde-corps en fer forgé et accessible par un perron. Le monument prend la forme d'une colonne classique, composée d'un piédestal de section circulaire et d'un fût cannelé surmonté d'un pot à feu.